# Piast Trzech Słupów Sarmackich
Piast Trzech Słupów Sarmackich (niem. Piast zu den drei Sarmatischen Säulen) na Wschodzie Poznania – loża wolnomularska założona w 1812 przez radcę Wernickego. 24 kwietnia 1820 zlała się z polską lożą Stałość, później uzyskała nową nazwę zum Tempel der Eintracht.